# Archivio Storico Civico (Pavia)
L'Archivio Storico Civico conserva gli archivi del comune di Pavia e altri fondi, formati per lo più da archivi nobiliari e di altri enti pavesi, che contengono documenti a partire dal X secolo fino al 1969.

## Storia
La creazione dell’archivio storico civico si deve essenzialmente a Rodolfo Maiocchi, storico e conservatore del Museo Civico dal 1894 al 1905, che convinse le autorità comunali a portare nella sede della biblioteca Civica Carlo Bonetta a palazzo Malaspina, tra il 1895 e il 1903, tutta la documentazione anteriore al 1815 dell’antico archivio del comune, fino ad allora sistemata all’interno della sede comunale, palazzo Mezzabarba. L’archivio comunale pavese, pur essendo di dimensioni considerevoli e, probabilmente, uno dei meglio conservati di tutta la Lombardia, subì nel corso dei secoli danneggiamenti e smembramenti. In primo luogo perché fu più volte spostato di sede, nel medioevo infatti era conservato nella sacristia del Duomo, mentre in età moderna fu riposto nel broletto, per poi finire, dopo 1875, a palazzo Mezzabarba, e poi per furti e saccheggi, sappiamo infatti che nel 1498 Ludovico il Moro concesse ai cronisti Tristano Calco e Bernardino Corio la facoltà prelevare dall’archivio privilegi, instrumenti, annali e altri documenti, che furono portati a Milano e persi durante la caduta dello Sforza, mentre qualche decennio dopo, durante il sacco del 1527 i soldati francesi impiegarono parte della documentazione dell’archivio come strame per i cavalli e, infine, nel 1707, su ordine di Eugenio di Savoia l’archivio dovette inviare a Torino tutte le carte riguardanti le porzioni del principato di Pavia, e in particolare la Lomellina, passate dal ducato di Milano ai Savoia.

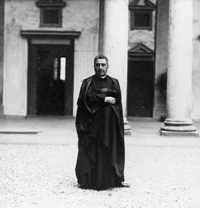
Rodolfo Maiocchi, conservatore dell'archivio dal 1894 al 1905.

Nel 1786 le autorità comunali incaricarono il letterato Siro Comi di riordinare il vasto archivio della Congregazione Municipale, carica che ricoprì fino al 1803. Comi, secondo un metodo allora in voga, divise il materiale in filze divise per materia, all’interno delle quali furono inseriti i documenti in ordine cronologico, senza tener conto dell’Ufficio di provenienza. Nel 1834 il nuovo archivista, Vincenzo Beccaria, riordinò l’archivio, facendo conservare in ambienti più sicuri e protetti gran parte della documentazione più antica. Dopo vari riordini, che talvolta scompaginarono l’organizzazione dei fondi, Rodolfo Maiocchi diede la sistemazione definitiva all’archivio comunale, mantenendo l’ordinamento imposto da Siro Comi e costituendo gli 844 pacchi (suddivisi per materia e contenenti ognuno dalle 300 alle 1.000 carte) che compongono l’archivio. Successivamente, il conservatore Renato Sòriga (1910- 1939) non solo riuscì a implementare il patrimonio dell’archivio grazie alla donazione di numerosi archivi nobiliari o privati, ma redasse inventari in grado di definire il quadro generale di tutto il patrimonio archivistico.

## La sede
L’Archivio Storico Civico si trova all’interno dell’ala di Palazzo Malaspina denominata originariamente Stabilimento di Belle Arti Malaspina edificata tra il 1829 e il 1835 e destinata a raccogliere le collezioni artistiche (pinacoteca Malaspina) ed archeologiche (Musei Civici) del marchese Luigi Malaspina, da lui poi cedute al comune di Pavia. Il palazzo presenta una facciata neoclassica con basamento in bugnato e rilievi, alcuni opera di Gaetano Matteo Monti, raffiguranti puttini impegnati nelle diverse attività artistiche. L’edificio, strutturato su tre piani, presenta un piccolo cortile interno, decorato da una nicchia contenente una grande statua marmorea di Apollo, opera sempre di Gaetano Matteo Monti. Dal cortile, tramite un grande scalone neoclassico, si accede ai saloni, ricchi d’affreschi, ora sede della biblioteca e dell’Archivio civico.

## I fondi archivistici
Archivio comunale parte antica (estremi cronologici X secolo- 1796). L'Archivio è formato da 960 unità archivistiche (buste, registri, volumi) suddivisi per argomento. Appartengono inoltre all'Archivio comunale parte antica 173 registri, cartacei e pergamenacei, 10 buste denominati "Fuori serie" e 329 pergamene. 
Sono compresi nell'Archivio comunale parte antica anche: le Pergamene comunali (900- 1756) e lo Stato civile dell'età napoleonica (1798-1815). L’archivio è diviso in 18 serie, tra quali annoveriamo la serie "Statuti (estremi cronologici 891- 1773) che contiene i manoscritti degli statuti di Pavia (1379) della Valsesia (1393) di Casorate Primo (1418) della Valtellina (1531) delle strade di Pavia e del suo contado (XV secolo) e altri registri contenenti diplomi, privilegi, concessioni e lettere ducali, con documenti in copia risalenti all'anno 891. La serie Consiglio Generale (estremi cronologici 1391- 1817) che conserva la documentazione del consiglio del comune, che veniva convocato ogni settimana nella sala Magna del Broletto.

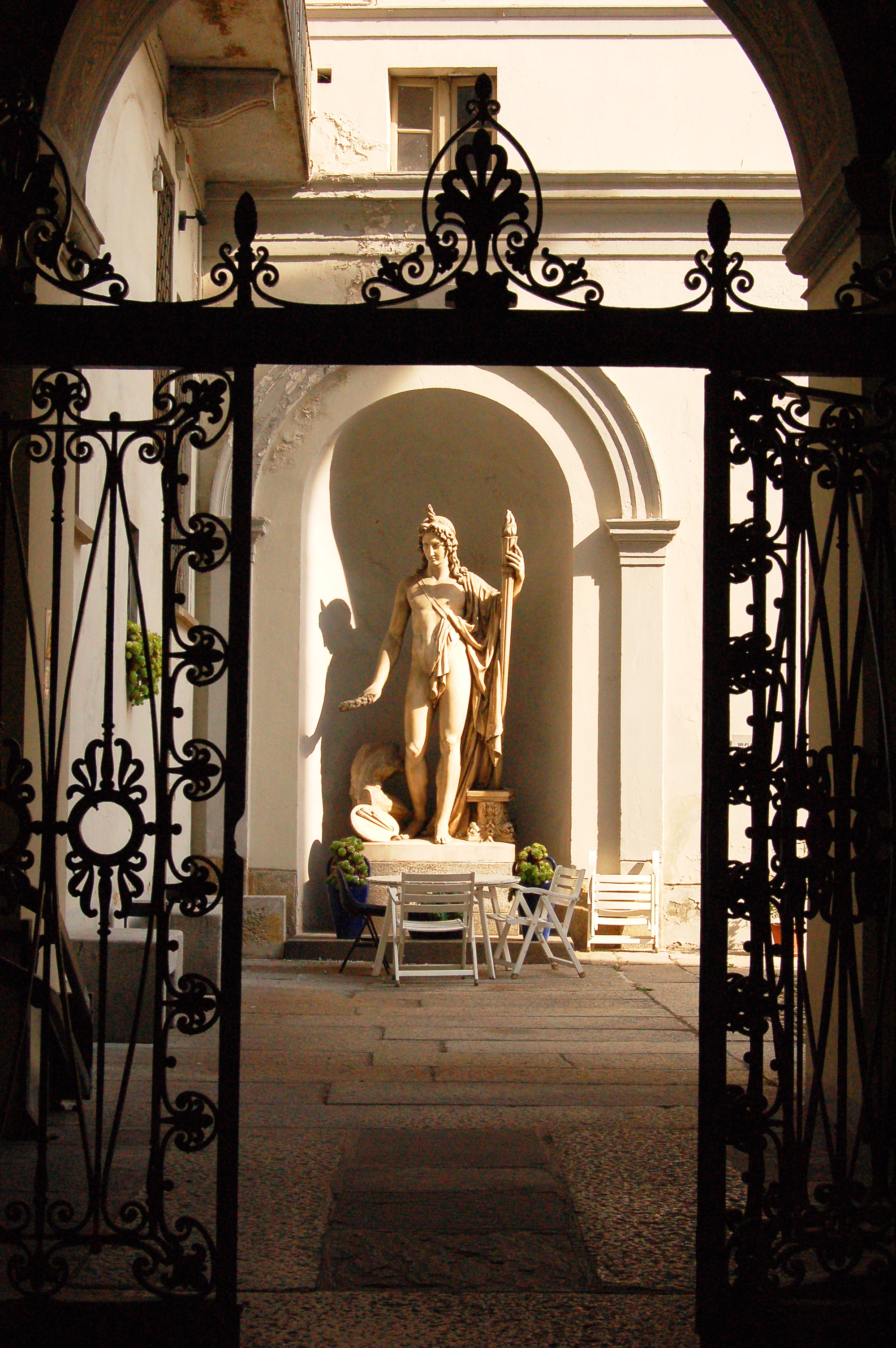
Gaetano Matteo Monti, Apollo.

Vi è poi la serie Tribunale di Provvisione (estremi cronologici 1454- 1800), che raccoglie gli atti del Tribunale di Provvisione, organo incaricato di controllare ed far eseguire le delibere del consiglio Generale, la serie Registri di Lettere Ducali (1355- 1749) è formato da 39 manoscritti nei quali sono trascritte le lettere e la corrispondenza tra i signori (e poi duchi) di Milano e le autorità locali su vasta serie di argomenti, come le questioni politiche, criminali, gli affari militari, la tassazione, il commercio, il vettovagliamento o la religione. La serie Gride e Proclami (1398- 1799) conserva ordini, editti, proclami e avvisi inviati dagli uffici centrali del ducato di Milano alle autorità locali. La serie Uffici della Città (1402- 1796) che raccoglie la documentazione degli uffici dipendenti da Tribunale di Provvisione, la serie Tasse e Finanze (1161 -1778), la serie Commercio e Vettovaglie (1331 -1794) che conserva atti riguardanti sia la normativa e la tassazione dei generi alimentari, sia quella relativa ai paratici degli artigiani e all’attività dei mercanti. La serie Estimo (1301- 1800) riguardante sia la città di Pavia, sia tutto il suo contado, la serie Acque e Strade (1378- 1822) dove si trovano editti, registri, verbali, appalti, elenchi di spese e altro materiale riguardante i corsi d’acqua e la viabilità, la serie Ingegneri (1405- 1775) dove si trova la documentazione prodotta da ingegneri, architetti e agrimensori che operarono per le autorità comunali.
La serie Affari Militari (1387- 1809) raccoglie atti riguardanti la milizia urbana, la guarnigione della città e le caserme, mentre la serie Affari Giudiziari (1159- 1796) conserva tutto il materiale riguardante l’attività del tribunale del comune, documenti riguardo alle controversie tra Pavia e altri comuni per la definizione dei confini, sulle carceri del comune e sulle condanne. Le questioni religiose sono invece conservate nella serie Culto (1236- 1800), mentre la serie Ebrei (1389- 1620) contiene tutto il materiale riguardante i rapporti tra le autorità locali e la comunità ebraica di Pavia. Di grande valore storico è la serie Registri Comunali (1201 -1621) nel quale si trovano ben 55 registri, per lo più pergamenacei, prodotti dalle magistrature del comune che coprono un arco cronologico che va dal 1225 al 1266 e trattano diversi argomenti, dagli estimi, alla tassazione, al vettovagliamento, alle condanne fino ad arrivare a registri (divisi per porte) degli uomini convocati per azioni militari. La serie Pergamene Comunali (900 – 1756) conserva 320 pergamene, alcune di esse riguardanti le magistrature cittadine, altre invece provenienti da enti ecclesiastici soppressi.
Vi è poi l'Archivio Comunale parte Moderna (1816-1846), diviso in 454 buste, l'Archivio Comunale parte Moderna (1847-1930), 1.522 buste, l'Archivio Comunale parte Moderna (1931-1949), 218 buste e l'Archivio Comunale Licenze Edilizie (1788- 1965) che raccoglie volture catastali, catasti e licenze edilizie.
All’archivio Comunale furono poi aggregati quelli dei comuni soppressi e integrati in quello di Pavia tra Otto e Novecento, come il l'Archivio del Comune dei Corpi Santi (1816- 1883), quello di Fossarmato (1820- 1939) e quello di Mirabello ed Uniti (1820- 1939), e gli archivi di altri enti pavesi, come l’Archivio degli Utenti della Roggia Carona interna di Pavia (1194- 1752), i cui materiali più antichi provengono dal Monastero di San Pietro in Ciel d'Oro, che dal X secolo vantava diritti sul corso d’acqua o l'Archivio della Civica Scuola di Pittura (1838- 1969) che contiene anche disegni e incisioni degli allievi dell’istituto.

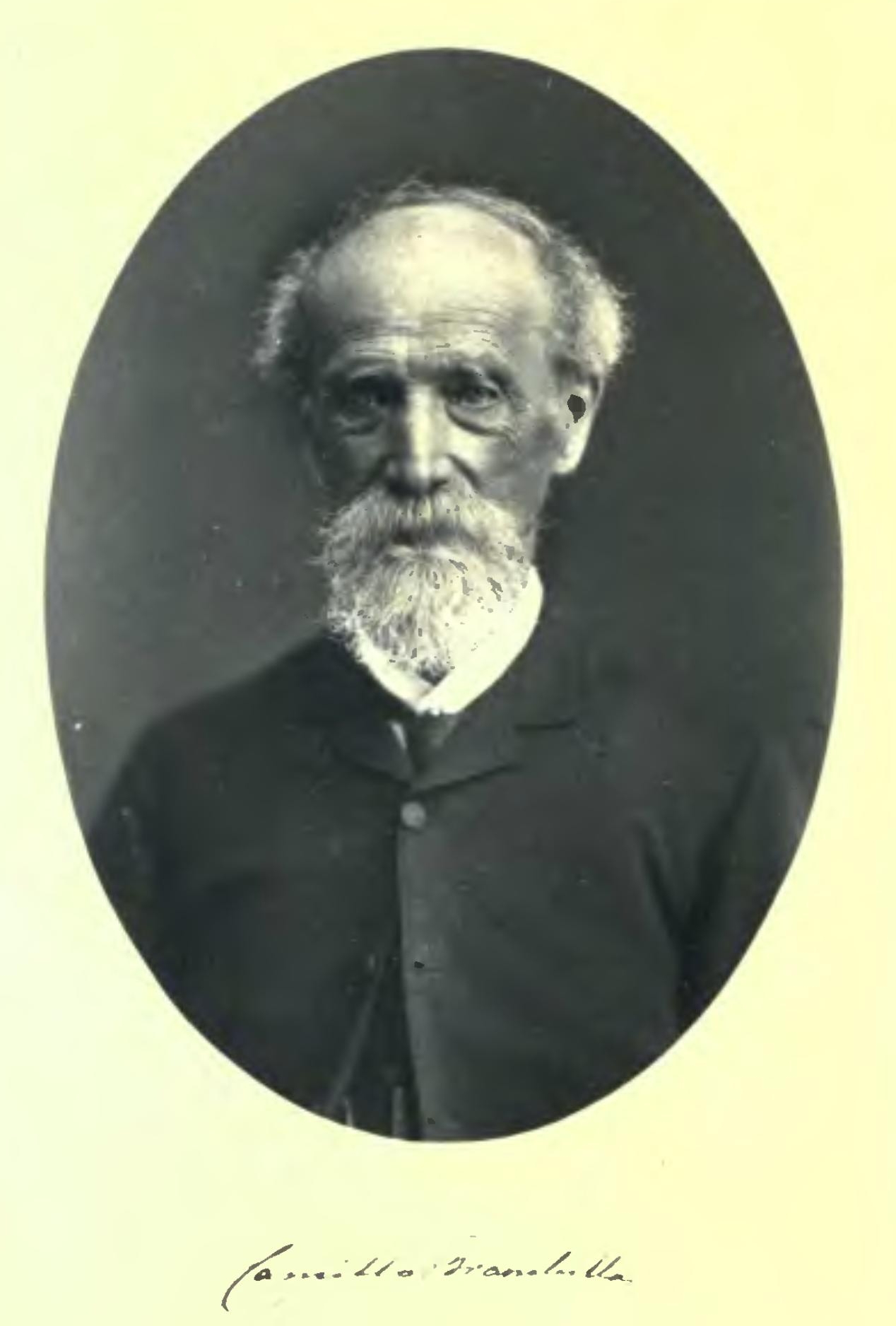
Camillo Brambilla (Pavia 1809- 1892)

Nell’archivio Comunale poi confluirono, quasi tutti per donazione, molti archivi nobiliari di importanti famiglie aristocratiche pavesi, spesso giunti tramite Carlo Marozzi (Pavia 1833- Robecco Pavese 1912), che a sua volta lasciò all’archivio il fondo Marozzi, costituito, oltre che da 22 cartelle contenenti documenti dal XVI al XIX secolo, anche dall’imponente Schedario, alberi genealogici e stemmario della famiglie nobili e notabili di Pavia principato, a cui lo studioso dedicò oltre quarant’anni di ricerche negli archivi di Pavia e Milano, formato da oltre 50.000 schede (tutte arricchite da regesti dei documenti consultati e l’indicazione dell’archivio in cui erano conservati) e 370 alberi genealogici. Il fondo Cavagna Sangiuliani fu acquistato dal comune nel 1924, in origine apparteneva ad Antonio Cavagna Sangiuliani (Alessandria 1843- Milano 1913), grande bibliofilo che nella sua residenza della Zelata aveva raccolto una biblioteca di oltre 80.000 volumi e migliaia di manoscritti, pergamene e carte geografiche. Il fondo è composto dall’archivio dei marchesi Malaspina dello Spino Secco di Pregòla (estremi cronologici: 1218- 1769) e da pergamene e documenti pavesi e vogheresi (1198- 1859). Nel 1896 fu ceduto l’archivio dei marchesi Giorgi di Vistarino (fondo Giorgi), la cui documentazione copre un arco cronologico che va dal 1339 al 1802. Il fondo Beccaria fu invece donato dal conte Giacomo Rota Candiani (Pavia 1838- Broni 1904) nel 1903 e conserva materiale cartaceo e pergamenaceo (1356- 1890) e, sempre tramite donazione, pervenne, nel 1908, l’archivio Bellisomi (fondo Bellisomi) la cui documentazione membranacea e cartacea copre bel otto secoli (1099- 1853). Nel 1937 l’ultimo amministratore dei Malaspina dello Spino Fiorito, Pietro Belloni, lasciò all’istituto l’archivio della nobile famiglia, fondo Malaspina di Sannazzaro de’Burgundi (1416- 1889). Sempre negli stessi decenni giunsero altri archivi nobiliari, che diedero origine al fondo Meriggi (1191- XIX secolo), il fondo Molo Bellinzona (1346- 1701) famiglia ticinese trasferitasi a Milano al servizio di Filippo Maria Visconti, il fondo Parodi- Borsieri, che conserva anche documenti di Giovanni Battista Borsieri (Civezzano 1725- Milano 1785) docente di Clinica medica presso l’università di Pavia e archiatra dell’arciduca Ferdinando. Vi è poi il fondo Bottigella (XII- XIX secolo), famiglia inserita nelle magistrature comunali fina dal XII secolo, rimanendo tra le quaranta famiglie decurionali fino al 1796, il fondo Rota Candiani (1309- 1548), il fondo Scaramuzza Visconti XV- XVIII secolo) e il fondo Sartirana (XIV- XVIII secolo), donato tra il 1913 e il 1922 dall’ultimo esponente della famiglia, il generale Galeazzo Sartirana (Pavia 1848- 1930). Tra il 1894 e il 1905 il conservatore Rodolfo Maiocchi, intendendo costituire un archivio diplomatico, prelevò dagli archivi nobiliari donati e da altri fondi numerose pergamene, formando così il fondo Pergamene delle famiglie nobili pavesi (1.161 pezzi), diviso in nove sottoserie che coprono un arco cronologico che va dal X al XIX secolo. Tra di essi si trovano le Pergamene Carlo Bonetta (1218- 1782), riguardanti i beni di alcune famiglie pavesi (Bottigella, Scaramuzza Visconti e Torti) e del collegio Castiglioni a Pavia, in Lomellina e a San Giuliano Milanese, la Pergamene Bottigella (1145- 1601), le Pergamene Camillo Brambilla (949- 1807) con atti sulla zona di Liscate, sui possessi del Monastero di San Pietro in Ciel d'Oro e con un nucleo proveniente dalla famiglia Bava di Fossano, le Pergamene Cristiani (1427- 1733), la Pergamene Carlo Marozzi (1314- 1763), le Pergamene Sartirana (1396- 1574) principalmente riguardanti i beni che la famiglia deteneva a Arsago Seprio, Cambiago e Casei Gerola, le Pergamene Scaramuzza Visconti (1318- 1721) e le Pergamene Vicedomins (1251- 1574) che riguardano le proprietà della nobile famiglia pavese in città, a Montacuto e a Crema.

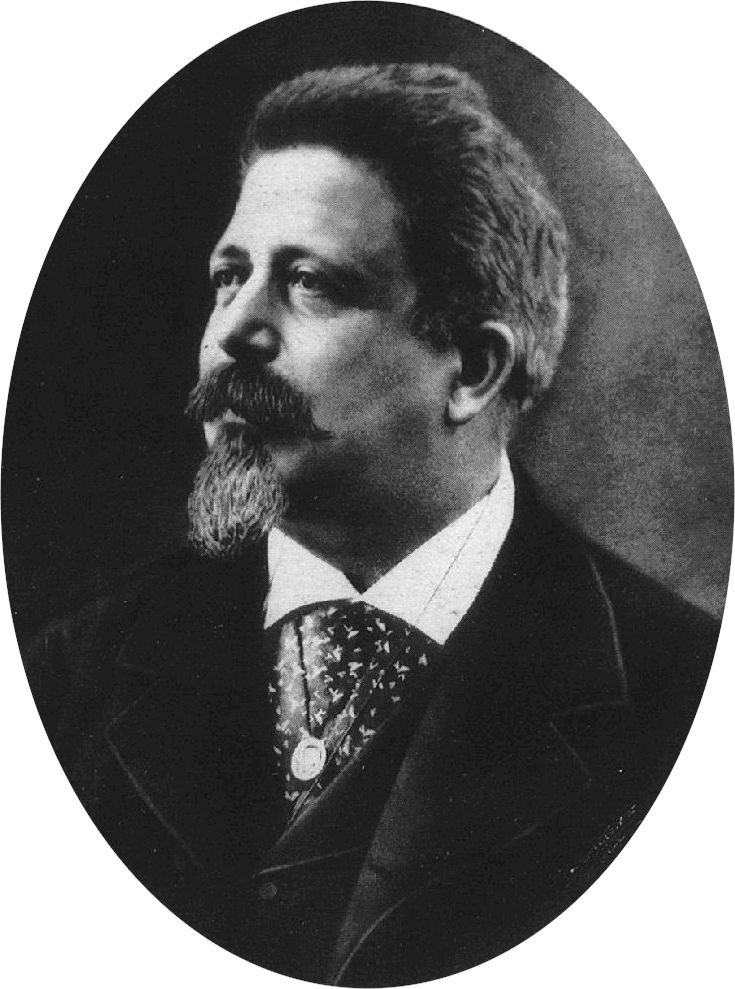
Benedetto Cairoli (Pavia 1825- Napoli 1889)

Nel 1885 il comune deliberò la creazione di un museo del Risorgimento (ora parte dei Musei Civici), invitando i cittadini a donare alla nuova raccolta documenti, stampe e scritti. Tale materiale, che diede origine a quattro fondi archivistici, confluiti nel 1948 nell’archivio, dei quali i più significativi sono il fondo Sacchi e il fondo Cairoli. Il primo raccoglie le carte e i documenti di Gaetano Sacchi (Pavia 1824- Roma 1886) legionario garibaldino in Uruguay, il Sacchi seguì Garibaldi in molte sue campagne, dalla difesa della repubblica Romana alla spedizione dei Mille, divenne poi generale (operò per reprimere il brigantaggio) e senatore. All’interno del fondo si trovano le Memorie autobiografiche che vanno dalla battaglia di Sant’Antonio del Salto (1846) alla repressione dell’ultimo brigantaggio in Calabria (1869). Il fondo Cairoli conserva carte e manoscritti di Carlo Cairoli, Adelaide Bono, Benedetto Cairoli, Ernesto Cairoli, Luigi Cairoli, Enrico Cairoli, Giovanni Cairoli e di Elena Sizzo Noris, e in particolare la corrispondenza di Benedetto Cairoli (prima ministro e poi presidente del consiglio dei ministri del regno d’Italia dal 1878 al 1881) con alcuni degli esponenti più significativi della vita politica, militare, economica e culturale italiana ed europea.
Vi sono infine fondi, giunti sempre tramite donazione, provenienti da raccolte personali, come il fondo Robecchi Bricchetti, ceduto (insieme alla sua raccolta etnografica, ora conservata nei Musei Civici) da Luigi Robecchi Bricchetti (Pavia 1855- 1926), ingegnere, geografo ed esploratore, che compì numerosi viaggi in Africa. Il fondo raccoglie taccuini, appunti, manoscritti, mappe, schizzi topografici, lettere e fotografie delle zone che esplorò, insieme a dodici manoscritti arabi (XVIII- XIX) da lui riportati dal viaggio nell’Harrar.

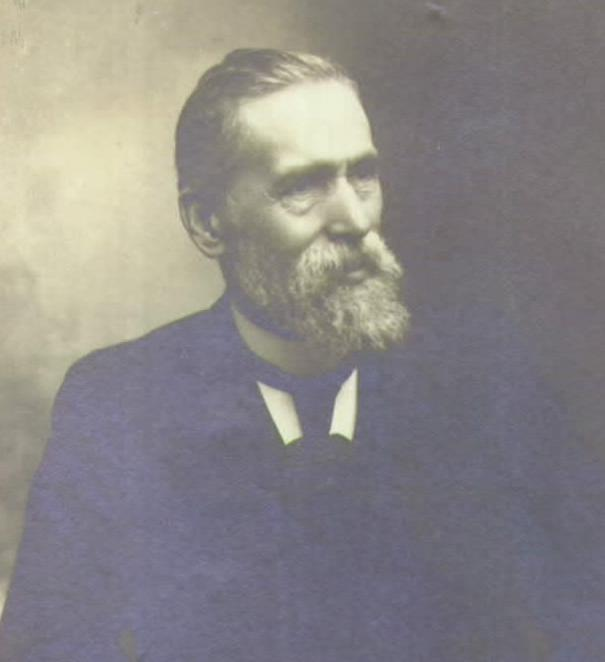
Roberto Rampoldi (Bregnano 1850- Pavia 1926)

Roberto Rampoldi (Bregnano 1850 – Pavia 1926) fu medico, professore di oftalmologia presso l’università di Pavia, storico e deputato per ben otto legislature, dal 1891 al 1919, per poi, nel 1920, divenire senatore. Il fondo Rampoldi conserva scritti sul risorgimento, carte relative all’attività politica del Rampoldi, in particolare sulla guerra di Libia e sulla Prima Guerra Mondiale, e minute di articoli, casi clinici e lettere ai colleghi sull’oftalmologia e l’oncologia.
Del tutto svincolati dagli altri fondi conservati nell’archivio è la Raccolta di stoffe lombarde dei secoli XV- XVIII, collezione tipicamente museale, ma conservata presso l’archivio perché alcune stoffe riportavano impressi testi letterari, come quella, risalente al Settecento, sulla quale è stampata una poesia per celebrare la prima messa di un certo don Leopoldo Conti. Il pezzo più antico risale al XV secolo ed è ricamato lo stemma visconteo.